# Jean-Pierre Alarcen
Jean-Pierre Alarcen (né le 9 janvier 1948) à Boulogne-Billancourt, est un guitariste et compositeur français.

## Biographie
En 1966, Jean Pierre Alarcen crée les Mod's avec Alain Legovic (Alain Chamfort). Accompagnant dans la même période Jacques Dutronc, en compagnie d'Alain Legovic, Michel Pelay, Gérard Kawczynski. Alarcen quitte le groupe deux ans plus tard pour créer le groupe "Le système Crapoutchik" (Aussi Loin Que Je Me Souvienne (1969)).
Alarcen intègrera plus tard Eden Rose (On the Way to Eden) et formera Sandrose en 1971, avec le batteur Michel Jullien, le bassiste Christian Clairefond, le claviériste Henri Garella et la chanteuse Rose Podwojny.
Il travaille en outre plusieurs années avec François Béranger ayant contribué à : Le Monde Bouge (1974), L’Alternative (1975), En Public (1977) et Participe Présent (1978). Jean-Pierre Alarcen a fait quelques collaborations avec Geoffrey Oryema et Renaud.
Tournée avec Michel Vivoux et les Chats Maigres (dont participation au trente trois tours de Michel Vivoux:les Chats Maigres-1980 chez Zcoopuzzle)

## Discographie
- Jean-Pierre Alarcen (1978) : Jean-Pierre Alarcen comporte 6 titres: Sambaba, Salut Besson, Mon amour mon amour, Nationale 20, Soir, Vieux garçon. Vieux garçon et Mon amour mon amour sont interprétés par un ensemble de cordes dirigé par Claude Arini[5].
- Tableau n°1 (1979) : œuvre pour groupe et orchestre, Tableau n°1 est un travail en trois mouvements répondant aux critères de la symphonie, mais qui comprend une batterie, une basse et qui laisse une large place à la guitare, jouée par le compositeur[6].
- Tableau n°2 (1998) : Réalisé par Michel Zacha, Tableau n°2 est une autre symphonie, découpée en 5 mouvements, cette fois sans instrument électrique. Jean-Pierre Alarcen laisse une large place à l'orgue, aux percussions et au piano (Fabrice Garniron)[7].
- Tableau n°1 sera remixé en 2001 par le compositeur et regroupé avec "Jean-Pierre Alarcen" en un seul CD.